# Українська писанка (монета)
«Украї́нська пи́санка» — пам'ятна монета номіналом 5 гривень, випущена Національним банком України. Присвячена писанкарству — яскравому взірцю української традиційної художньої творчості, яка має свої специфічні орнаментальні мотиви і кольорову гамму в кожному етнографічному регіоні України.
Монету введено до обігу 16 квітня 2009 року. Вона належить до серії «Українська спадщина».

## Опис та характеристики монети
| Номінал грн. | Метал      | Маса, грам | Діаметр, мм. | Якість виготовлення       | Гурт     | Тираж, штук |
| ------------ | ---------- | ---------- | ------------ | ------------------------- | -------- | ----------- |
| 5            | нейзильбер | 16,54      | 35           | спеціальний анциркулейтед | рифлений | 50 000      |

### Аверс
На аверсі монети угорі на дзеркальному тлі розміщено малий Державний Герб України (ліворуч) та фрагмент писанки, унизу на матовому тлі - номінал «5 ГРИВЕНЬ» / «2009» та фрагмент писанки, дзеркальне і матове поля монети розділяє стилізований напис «НАЦІОНАЛЬНИЙ БАНК УКРАЇНИ».

### Реверс

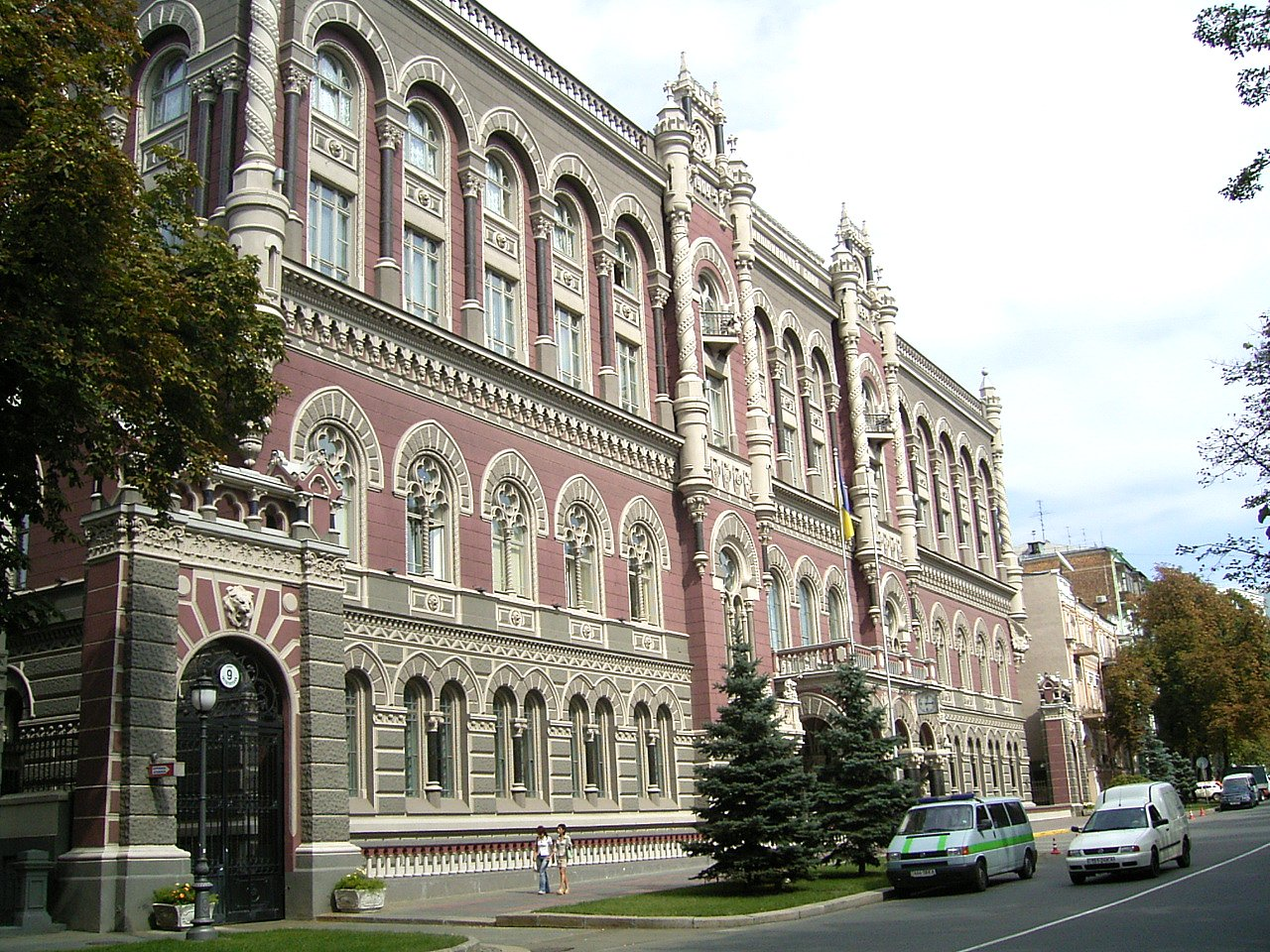
Будівля Національного банку України

На реверсі монети зображено: унизу  — на рушнику паска зі свічкою та крашанками, над якими розміщено стилізований напис  — «УКРАЇНСЬКА ПИСАНКА», угорі  — писанку на тлі писанкових узорів, притаманних Лемківщині, Буковині, Гуцульщині тощо.

## Автори
- Художники: Таран Володимир, Харук Олександр, Харук Сергій.
- Скульптори: Дем'яненко Анатолій, Дем'яненко Володимир.

## Вартість монети
Ціна монети — 38 гривень була вказана на сайті Національного банку України у 2016 році.
Фактична приблизна вартість монети, з роками змінювалася так:
| Рік        | 2010 | 2011 | 2012 | 2013 | 2014 | 2015 | 2016 | 2017 | 2018 | 2019 | 2020 | 2021 | 2022 | 2023 | 2024 | 2025 |
| ---------- | ---- | ---- | ---- | ---- | ---- | ---- | ---- | ---- | ---- | ---- | ---- | ---- | ---- | ---- | ---- | ---- |
| Ціна, грн. | 25   | 25   | 30   | 35   | 55   | 75   | 95   | 120  | 130  | 135  | 150  | 150  | 190  | 460  | 590  | 620  |